# Indiopius turcmenicus
Indiopius turcmenicus är en stekelart som beskrevs av Vladimir Ivanovich Tobias 1989. Indiopius turcmenicus ingår i släktet Indiopius och familjen bracksteklar. Inga underarter finns listade i Catalogue of Life.